# Tamarix duezenlii
Tamarix duezenlii är en tamariskväxtart som beskrevs av Çakan och Jerzy Zieliński. Tamarix duezenlii ingår i släktet tamarisker, och familjen tamariskväxter. Inga underarter finns listade.